# Friend (Nebraska)
Friend ist eine City in Saline County in Nebraska, Vereinigte Staaten. Beim United States Census 2000 hatte der Ort 1174 Einwohner. Der Ort verfügt über die Freiwillige Feuerwehr Friend und eine kleine Polizeistation mit zwei Streifenwagen, die mit Radar ausgestattet sind.

## Geographie
Der Ort liegt an der U.S. Highway 6, etwa 20 km südlich der Interstate 80, im Südosten des Countys, etwa 65 km westsüdwestlich von Lincoln.
Nach den Angaben des United States Census Bureaus hat die Ortschaft eine Fläche von 2,1 km², ohne nennenswerte Gewässerflächen. Im Südosten des Stadtgebietes befindet sich ein Country Club mit einem Neunlochgolfplatz, im Süden eine Sportanlage, Burley Park.

## Geschichte
Die Stadt hat ihren Namen nach Charles E. Friend, der sich aus Illinois kommend hier niedergelassen hatte und seine Siedlung Friendville taufte. Er betrieb einen Laden und ein Postamt. 1873 erbaute die Burlington and Missouri River Railroad einen Bahnhof und nannte die Station Friend.
Die National Greyhound Association wurde 1906 in diesem Ort unter ihrem ursprünglichen Namen National Coursing Association gegründet.

## Demographie
Zum Zeitpunkt des United States Census 2000 bewohnten Friend 1174 Personen. Die Bevölkerungsdichte betrug 566,6 Personen pro km². Es gab 516 Wohneinheiten, durchschnittlich 249,0 pro km². Die Bevölkerung Friends bestand zu 98,64 % aus Weißen, 0,26 % Schwarzen oder African American, 0,34 % Native American, 0 % Asian, 0 % Pacific Islander, 0 % gaben an, anderen Rassen anzugehören und 0,77 % nannten zwei oder mehr Rassen. 0,85 % der Bevölkerung erklärten, Hispanos oder Latinos jeglicher Rasse zu sein.
Die Bewohner Friends verteilten sich auf 475 Haushalte, von denen in 29,1 % Kinder unter 18 Jahren lebten. 61,9 % der Haushalte stellten Verheiratete, 4,4 % hatten einen weiblichen Haushaltsvorstand ohne Ehemann und 31,2 % bildeten keine Familien. 29,1 % der Haushalte bestanden aus Einzelpersonen und in 16,4 % aller Haushalte lebte jemand im Alter von 65 Jahren oder mehr alleine. Die durchschnittliche Haushaltsgröße betrug 2,36 und die durchschnittliche Familiengröße 2,92 Personen.
Die Bevölkerung verteilte sich auf 24,8 % Minderjährige, 4,6 % 18- bis 24-Jährige, 22,1 % 25- bis 44-Jährige, 21,6 % 45- bis 64-Jährige und 26,8 % im Alter von 65 Jahren oder mehr. Das Durchschnittsalter betrug 44 Jahre. Auf jeweils 100 Frauen entfielen 89,0 Männer. Bei den über 18-Jährigen entfielen auf 100 Frauen 88,7 Männer.
Das mittlere Haushaltseinkommen in Friend betrug 34.833 US-Dollar und das mittlere Familieneinkommen erreichte die Höhe von 40.667 US-Dollar. Das Durchschnittseinkommen der Männer betrug 32.946 US-Dollar, gegenüber 17.829 US-Dollar bei den Frauen. Das Pro-Kopf-Einkommen belief sich auf 17.422 US-Dollar. 6,8 % der Bevölkerung und 4,9 % der Familien hatten ein Einkommen unterhalb der Armutsgrenze, davon waren 7,3 % der Minderjährigen und 6,5 % der Altersgruppe 65 Jahre und mehr betroffen.